# دیابت در ایران
دیابت در ایران یکی از چالش‌های مهم بهداشت عمومی در ایران محسوب می‌شود که با روندی رو به رشد، سلامت میلیون‌ها نفر را تحت تأثیر قرار داده است. این بیماری مزمن که ناشی از اختلال در تولید یا عملکرد انسولین است، در صورت کنترل نشدن می‌تواند منجر به عوارض جدی از جمله بیماری‌های قلبی-عروقی، نارسایی کلیه، آسیب‌های عصبی و مشکلات بینایی شود.
در سال‌های اخیر، افزایش شیوع دیابت در ایران به دلایل مختلفی از جمله تغییر سبک زندگی، کم‌تحرکی، رژیم غذایی ناسالم و افزایش نرخ چاقی، نگرانی‌های گسترده‌ای در حوزه سلامت ایجاد کرده است. بر اساس آمارهای رسمی، میزان مبتلایان به دیابت در کشور رو به افزایش است و برنامه‌های مختلفی برای پیشگیری، تشخیص زودهنگام و مدیریت این بیماری در حال اجراست.
در ایران ۱۴/۲ درصد افراد بالغ کشور مبتلا به دیابت و ۲۴/۸ درصد مبتلا به پیش دیابت هستند و شیوع دیابت از متوسط جهانی (۱۲/۲ درصد) بالاتر است.

## وضعیت
برآوردها نشان می‌دهد که دست‌کم ۶ میلیون نفر در ایران به دیابت مبتلا هستند، در حالی که بیش از ۹ میلیون نفر در مرحله پیش‌دیابت قرار دارند. سالانه حداقل ۵۰۰ هزار نفر به جمعیت دیابتی‌های کشور اضافه می‌شود. حدود ۱۴ درصد از جمعیت بالای ۲۵ سال کشور به دیابت مبتلا هستند و شمار آن‌ها بیش از ۷٫۵ میلیون نفر تخمین زده می‌شود. اگر افراد دارای اختلال تحمل گلوکز (پیش‌دیابتی‌ها) را نیز در نظر بگیریم، تعداد کل مبتلایان به دیابت و افراد در معرض خطر این بیماری در جمعیت بالای ۲۵ سال به حدود ۲۰ میلیون نفر می‌رسد. به عبارتی، بیش از ۲۰ میلیون نفر از جمعیت بزرگسال کشور یا به دیابت مبتلا هستند یا در معرض ابتلا به آن قرار دارند.
در ایران از هر ۶ نفر افراد بالغ یک نفر قند خون بالا دارند. این امار در کلان‌شهر تهران از هر ۳ نفر یک است.
بنابر آمار وزارت بهداشت ایران، از آخرین مطالعه کشوری در سال ۱۴۰۰، برآورد شد که سهم زنان ۱۴٫۷۱ درصد و سهم مردان ۱۳٫۴۴ درصد بوده است. همچنین شیوع پیش دیابت نیز در همین جمعیت، ۲۴٫۷۹ درصد بوده است که سهم زنان ۲۳٫۵۴ درصد و سهم مردان ۲۶٫۳۵ درصد بود.

## شیوع دیابت در ایران
نیمی از بیماران دیابتی از بیماری خود آگاه نیستند و عدم کنترل دقیق بیماری می‌تواند منجر به افزایش عوارض در آینده شود. شیوع دیابت در جمعیت بالغ ایران ۱۴٫۲ درصد و بالاتر از متوسط جهانی است. به بیان مشاور سازمان جهانی بهداشت در ۲۰ مرداد ۱۴۰۳ در ۳۰ سال گذشته تعداد دیابتی‌های کشور ۲ برابر شده است. به گفته وی: «مطالعه قند و لیپید تهران نشان داده که هر سال یک درصد به دیابتی‌ها و ۴ درصد به پیش‌دیابتی‌ها اضافه می‌شود و اگر تغییری در سبک زندگی افراد ایجاد نشود، سالیانه حدود ۵۰۰ هزار نفر به دیابتی‌های کشور افزوده خواهد شد.»
شیوع دیابت نوع ۲ در شهرهای تهران و اصفهان بین ۷ تا ۸ درصد گزارش شده، در حالی که در شهر یزد ۱۶٫۳ درصد و در بندر بوشهر ۱۳٫۶ درصد برآورد شده است. این در حالی است که در مناطق روستایی، شیوع دیابت پایین‌تر بوده و در حدود ۳٫۰۷ درصد تخمین زده می‌شود.

## عوارض و پیامدها
عوارض قلبی_عروقی یکی از علل اصلی مرگ در مبتلایان به دیابت است. اعظم کوه‌کن، مدیر کلینیک دیابت پژوهشگاه رویان، با تأکید بر اینکه عوارض دیابت فراتر از سکته‌های قلبی و مغزی است، بیان کرد که زخم پای دیابتی یکی از جدی‌ترین پیامدهای این بیماری محسوب می‌شود و حدود ۱۵ درصد از افراد دیابتی به آن دچار می‌شوند. وی افزود که قطع عضو از پیامدهای ناگوار دیابت است و حدود ۲۵ درصد از مبتلایان به زخم پای دیابتی ممکن است با این عارضه مواجه شوند. کوه‌کن همچنین به رتینوپاتی دیابتی، یکی از شدیدترین بیماری‌های چشمی ناشی از دیابت، اشاره کرد که به دلیل آسیب به رگ‌های خونی شبکیه چشم ایجاد شده و فرد را در معرض نابینایی قرار می‌دهد. برآوردها نشان می‌دهد که حدود ۱۱ تا ۱۲ درصد از بیماران دیابتی به مشکلات چشمی و نابینایی مبتلا می‌شوند. وی همچنین درگیری کلیه و مشکلات کلیوی را از دیگر عوارض رایج در میان دیابتی‌ها دانست.
- مشکلات قلبی و عروقی
- نارسایی کلیه
- مشکلات چشمی و بینایی
- آسیب‌های عصبی و زخم دیابتی

## سیاست‌های بهداشتی و درمانی
در سال‌های اخیر، طرح‌های گسترده‌ای برای پیشگیری اولیه، ثانویه و ثالثیه از دیابت در کشور اجرا شده است. با این حال، به نظر می‌رسد شیوع و بروز دیابت در ایران رو به افزایش باشد که این امر نیاز به آموزش عمومی در خصوص اصلاح شیوه زندگی، رژیم غذایی مناسب و افزایش فعالیت بدنی را نشان می‌دهد.
در سال ۲۰۱۱، هزینه کلی دیابت نوع ۲ در ایران ۳٫۷۸ میلیارد دلار برآورد شد که شامل ۲٫۰۴ میلیارد دلار هزینه‌های مستقیم پزشکی و غیرپزشکی و ۱٫۷۳ میلیارد دلار هزینه‌های غیرمستقیم بود. این آمار نشان‌دهنده بار اقتصادی قابل‌توجه این بیماری بر سیستم بهداشتی و اقتصادی کشور است.

### پویش ملی غربالگری پرفشاری خون و دیابت
پویش ملی غربالگری پرفشاری خون و دیابت یک برنامه سراسری در ایران است که با هدف شناسایی و پیشگیری از بیماری‌های غیرواگیر، به‌ویژه دیابت و فشار خون بالا، در جمعیت بالای ۱۸ سال اجرا می‌شود. این پویش از ۲۰ آبان تا ۱۵ دی ۱۴۰۲ برگزار شد و در طی آن، بیش از ۴۶ میلیون نفر مورد غربالگری قرار گرفتند. در این برنامه، افراد با تکمیل پرسش‌نامه‌هایی دربارهٔ سابقه دیابت و فشار خون بالا، دارای پرونده سلامت شدند و در صورت تشخیص بیماری، تحت مراقبت و درمان قرار گرفتند. نتایج این پویش نشان داد که ۸۵۷٬۲۸۴ نفر با احتمال پرفشاری خون و ۴۷۴٬۶۷۷ نفر با احتمال دیابت شناسایی شدند که از بیماری خود آگاه نبودند. همچنین، ۱۰٬۴۶۰٬۰۴۵ نفر در مرحله پیش‌پرفشاری خون و ۳٬۱۰۷٬۷۶۶ نفر در مرحله پیش‌دیابت تشخیص داده شدند. این آمارها نشان‌دهنده اهمیت بالای چنین برنامه‌هایی در ارتقای سلامت عمومی و پیشگیری از عوارض جدی ناشی از این بیماری‌ها است. در این پویش تکمیل پرونده سلامت الکترونیک و غربالگری دیابت و پرفشاری خون برای ارتقای برنامه سلامت خانواده مورد توجه بود.